# Октябрьская революция (крейсер)

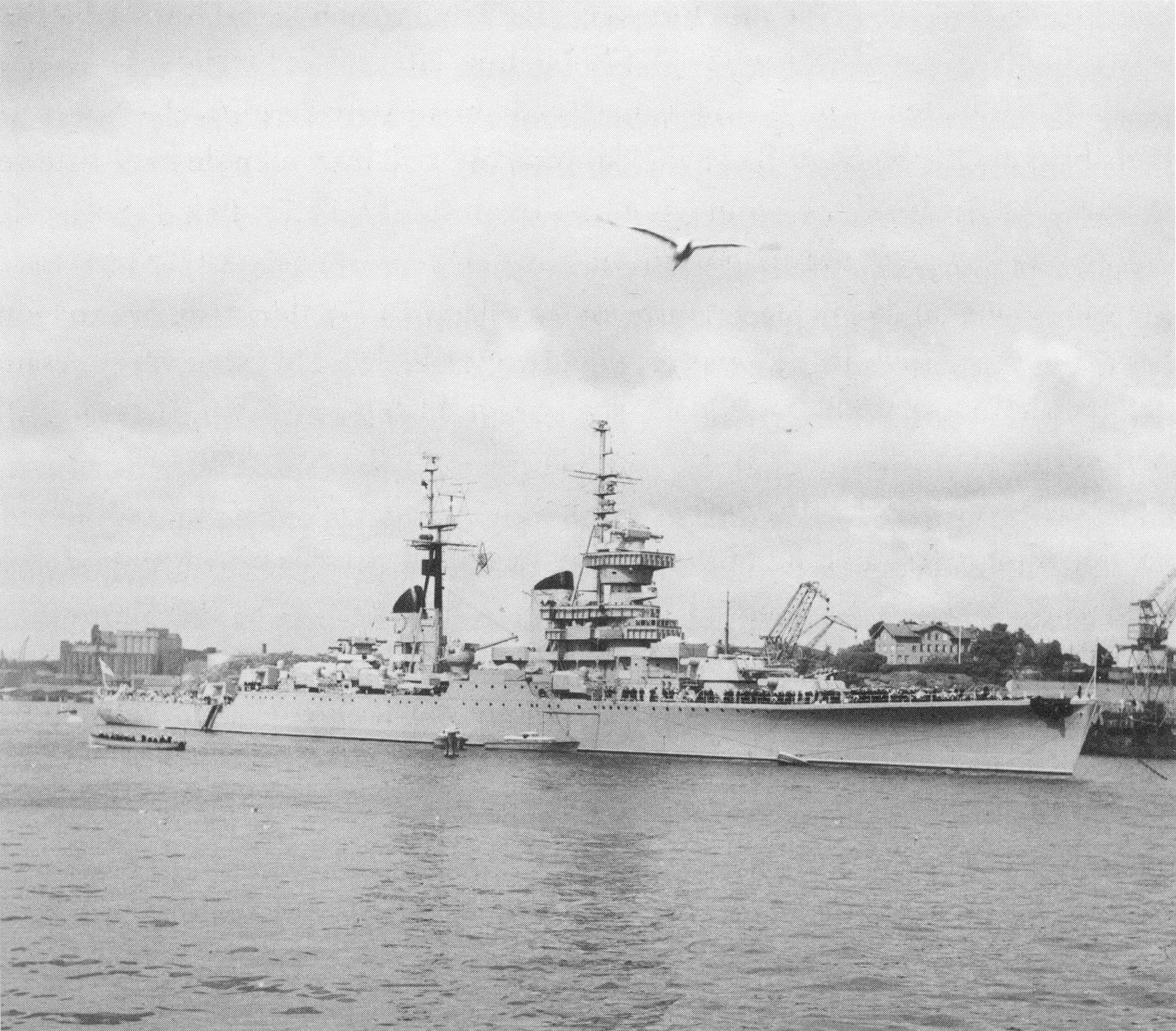
Молотовск

«Октябрьская революция» (до 3 августа 1957 года — «Молотовск») — советский крейсер проекта 68-бис.

## История строительства
Заводской номер: 301.

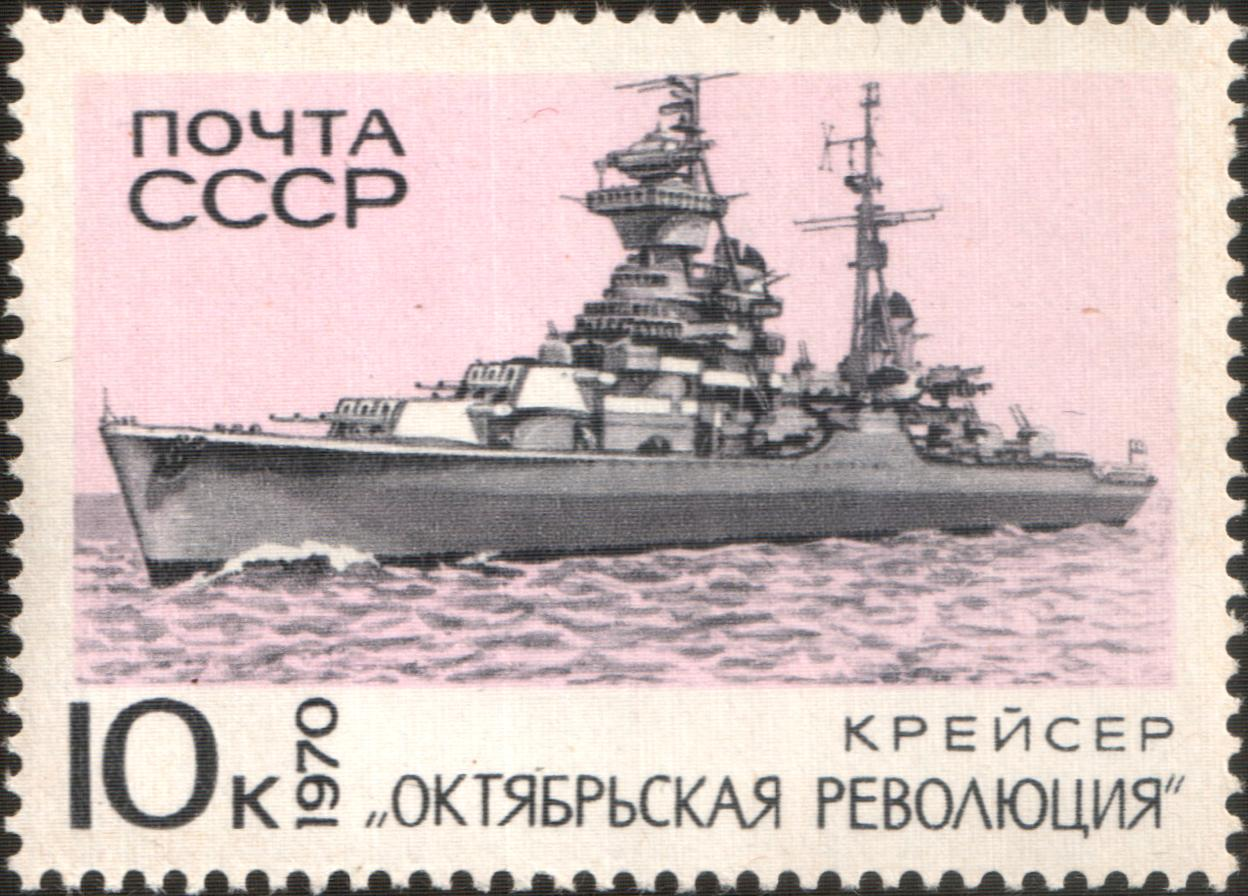
Марка СССР: Крейсер «Октябрьская революция». Серия: Боевые корабли Военно-Морского Флота СССР

- 15 июля 1952 года — заложен на ССЗ № 402 («Северное машиностроительное предприятие», Северодвинск).
- 25 сентября 1953 года — зачислен в списки ВМФ.
- 25 мая 1954 года — спущен на воду.
- 30 ноября 1954 года — введен в строй.

## История службы
- 18 февраля 1954 года — вошел в состав КСФ как «Молотовск».
- 3-7 августа 1956 года — визит в Осло.
- 8-12 августа 1956 года — визит в Гётеборг.
- 3 августа 1957 года — переименован — новое наименование «Октябрьская революция».
- 30 августа — 2 сентября 1958 года — визит в Берген.
- 8-12 сентября 1958 года — визит в Копенгаген.
- 16 декабря 1960 года — переведен в ДКБФ.
- 27 марта 1961 года — выведен из боевого состава ВМФ, законсервирован и поставлен в Кронштадте на отстой.
- 29 апреля 1966 года — расконсервирован и введен в строй.
- 1967 год — визит в Порт-Саид.
- 16 ноября 1968 года — 25 декабря 1969 года — отремонтирован в Кронштадте[источник не указан 1118 дней] с модернизацией по проекту 68-А.
- 8-13 мая 1970 года — визит в Шербур.
- 17-23 июля 1970 года и 25 сентября — 1 октября 1972 года — находясь в зоне военных действий, выполнял боевую задачу по оказанию помощи вооруженным силам Сирии.
- 17 мая — 25 июня 1971 года, 5-9 июля 1971 года и 8-12 сентября 1972 года — находясь в зоне военных действий, выполнял боевую задачу по оказанию помощи вооруженным силам Египта.
- 17-22 августа 1971 года — визит в Копенгаген.
- 20-24 июля 1978 года — визит в Гдыню.
- 8-10 октября 1978 года — визит в Росток.
- 4-9 октября 1979 года — визит в Росток.
- 27-30 июля 1980 года — визит в Гдыню.
- 9-14 августа 1982 года — визит в Росток.
- 16 сентября 1987 года — разоружен и исключен из состава ВМФ.
- 11 февраля 1988 года — расформирован.
- 1988-90 годах — разделан на металл на базе «Главвторчермета» в Ленинграде.